# شقبه
شقبه (انگلیسی: Shuqba) به عربی غار شقبة ، یک شهرک فلسطینی در استان رام‌الله و البیره، واقع در ۱۷ کیلومتری شمال غربی شهر رام‌الله در تشکیلات خودگردان فلسطین است.